# Loisy-sur-Marne
Loisy-sur-Marne – miejscowość i gmina we Francji, w regionie Grand Est, w departamencie Marna.
Według danych na rok 1990 gminę zamieszkiwały 893 osoby, a gęstość zaludnienia wynosiła 63 osób/km².